# Spießrecken
Spießrecken (auch: Wurstsuppenfahren oder -gehen) war ein Schlachtfest in der Oberpfalz, wobei die genaue Durchführung von Ort zu Ort unterschiedlich war. Auch im angrenzenden Nordoberfranken gab es das "Spießlarecken" zum Schlachtfest.
In den kargen, ärmlichen Gegenden der Oberpfalz kamen Tage, an denen die Bauern schlachteten, Festtagen gleich. Die benachbarten Landwirte versorgten sich an Schlachttagen gegenseitig mit Fleisch und Wurst. Geschlachtet wurde traditionell vor Weihnachten.
Die Burschen der Dörfer zogen abends verkleidet zu dem Bauernhof, in welchem geschlachtet worden war, steckten mit viel Radau einen Spieß (dieser bestand aus einem langen Holzstab mit Zinken) durch das Fenster, an dem oft ein Zettel mit Sprüchen wie zum Beispiel den folgenden angebracht war:
Wir haben gehört, Ihr habt's g'schlacht
Und recht große Würst gemacht.
Wir bitten Herren und die Frau:
Gebt uns auch von eurer Sau.
oder:
Mir hom heit ghert,
dir houts a grouße Sau damehrt.
Mir walln niat vül,
mir wallns niat ganz,
mir walln bloß des Stickl
zwischen' Kopf und an Schwanz.
Daraufhin wurde der Spieß von den Bauersleuten mit Fleisch und Wurst behängt, so dass die Burschen an dem Festschmaus teilhaben konnten.
Bescheidenere Spießrecker begnügten sich mit der Wurstsuppe (oder Brühsuppe), die es nach dem Schlachten und Wursten ein paar Tage lang zu essen gab. Dazu wurde eine Schüssel am Spieß befestigt, so dass die Bäuerin die Suppe einschöpfen konnte. Weil natürlich an dem flüssigen Teil der Wurstsuppe weniger Interesse bestand, wurde die Schüssel gerne durch ein Sieb ersetzt.
Auch bei Hochzeitsfeiern war das Spießrecken in den Wirtshäusern üblich.